# 2022-es angol labdarúgó-ligakupa-döntő
A 2021–22-es EFL Cup döntőjét 2022. február 27-én a londoni Wembley Stadionban játszotta a Chelsea és a Liverpool.
A címvédő Manchester City büntetőkkel esett ki a nyolcaddöntőben a West Ham United ellen, a 2016–17-es kupasorozat óta ez először fordult elő, valamint a 2014–15-ös döntő óta először nincs manchesteri csapat a döntőben.
A Liverpool büntetőkkel nyerte meg a döntőt, összességében 9. alkalommal. Nem volt még ilyen hosszú büntetőpárbaj az angliai kupákban élvonalbeli csapatok között.

## Út a döntőbe
| Chelsea           | Chelsea        | Forduló      | Liverpool         | Liverpool      |
| ----------------- | -------------- | ------------ | ----------------- | -------------- |
|                   |                |              |                   |                |
| Ellenfél          | Eredmény       |              | Ellenfél          | Eredmény       |
| Aston Villa       | 1–1 (ti.: 4–3) | Harmadik kör | Norwich City      | 3–0            |
| Southampton       | 1–1 (ti.: 4–3) | Negyedik kör | Preston North End | 2–0            |
| Brentford         | 2–0            | Negyeddöntő  | Leicester City    | 3–3 (ti.: 5–4) |
| Tottenham Hotspur | 2–0, 1–0       | Elődöntő     | Arsenal           | 0–0, 2–0       |

### Chelsea
2021. szeptember 22-én a Chelsea az Aston Villa ellen 1–1-es rendes játékidőt követően tizenegyespárbajban 4–3-mal jutott tovább. Október 26-án Kai Havertz révén már a 44. percben vezetést szereztek, de Ché Adams a Southampton játékosa három perccel később kiegyenlített. Tizenegyesekkel végül a Chelsea 4–3-mal jutott tovább. December 22-én a Brentford ellen idegenben 2–0-ra nyertek és jutottak tovább az elődöntőbe. A Tottenham Hotspur elleni elődöntő első mérkőzésén Kai Havertz és Ben Davies öngólját követően kétgólos előnyben várhatta a visszavágót a Chelsea. A visszavágón a 18. percben Mason Mount szögletéből Antonio Rüdiger  gólt fejelt és ezzel 1–0-ra megnyerték a mérkőzést. Összesítésben 3–0-val jutott be a Chelsea a döntőbe.

### Liverpool
A 3. fordulóban csatlakozott a Liverpool csapata be a Ligakupába, ahol 3–0-ra győzte le az első osztályú Norwich City klubját. Minamino Takumi már a 4. percben vezetést szerzett a Liverpoolnak, majd Divock Origi az 50. percben fejjel volt eredményes, végül a 80. percben ismét a japán játékos szerzett gólt. A 4. fordulóban a Preston North End ellen 2–0-ra nyertek Minamino és Origi egy-egy góljával. A Leicester City ellen 3–3-as rendes játékidőt követően büntetőkkel 5–4-re nyertek. 2022. január 5-én a Liverpool a megnövekedett koronavírusos esetek miatt az Arsenal elleni elődöntő első mérkőzésének elhalasztását kérte a szövetségtől. Az angol szövetség és az Arsenal is beleegyezett a halasztásba. Január 13-án gól nélküli döntetlent játszott a két csapat egymással. Január 20-án a visszavágón Diogo Jota duplájával bejutottak a Chelsea elleni döntőbe.

## A mérkőzés

### A mérkőzés előtt
A Chelsea kilencedik döntője. Thomas Tuchel 13 hónappal ezelőtti kinevezése óta UEFA-bajnokok ligája, UEFA-szuperkupa és FIFA-klubvilágbajnokság döntőjébe vezette csapatát és nyerte meg.

### Összeállítások
| 2022. február 27. 16:30 GMT |

| Chelsea                                                                                      | 0–0 (h. u.)                 | Liverpool                                                                                    |
| -------------------------------------------------------------------------------------------- | --------------------------- | -------------------------------------------------------------------------------------------- |
|                                                                                              | (0–0, 0–0, 0–0) Jegyzőkönyv |                                                                                              |
| Büntetőpárbaj                                                                                |                             |                                                                                              |
| Alonso Lukaku Havertz James Jorginho Rüdiger Kanté Werner Thiago Silva Chalobah Arrizabalaga | 10–11                       | Milner Fabinho Van Dijk Alexander-Arnold Szaláh Jota Origi Robertson Elliott Konaté Kelleher |

| Wembley Stadion, London Nézőszám: 85 512 Játékvezető: Stuart Attwell |

| Chelsea | Liverpool |

| GK            | 16 | Édouard Mendy      |        | 120' |
| CB            | 14 | Trevoh Chalobah    |        |      |
| CB            | 6  | Thiago Silva       |        |      |
| CB            | 2  | Antonio Rüdiger    |        |      |
| RM            | 28 | César Azpilicueta  |        | 57'  |
| CM            | 7  | N’Golo Kanté       | 99'    |      |
| CM            | 8  | Mateo Kovačić      | 90'    | 106' |
| LM            | 3  | Alonso             |        |      |
| AM            | 19 | Mason Mount        |        | 74'  |
| AM            | 10 | Christian Pulisic  |        | 74'  |
| CF            | 29 | Kai Havertz        | 105+2' |      |
| Cserék:       |    |                    |        |      |
| GK            | 1  | Kepa Arrizabalaga  |        | 120' |
| DF            | 24 | Reece James        |        | 57'  |
| DF            | 31 | Malang Sarr        |        |      |
| MF            | 5  | Jorginho           |        | 106' |
| MF            | 12 | Ruben Loftus-Cheek |        |      |
| MF            | 17 | Saúl               |        |      |
| MF            | 20 | Callum Hudson-Odoi |        |      |
| FW            | 9  | Romelu Lukaku      |        | 74'  |
| FW            | 11 | Timo Werner        |        | 74'  |
| Menedzser:    |    |                    |        |      |
| Thomas Tuchel |    |                    |        |      |

| GK           | 62 | Caoimhín Kelleher       |        |     |
| RB           | 66 | Trent Alexander-Arnold  | 105+2' |     |
| CB           | 32 | Joël Matip              |        | 91' |
| CB           | 4  | Virgil van Dijk         |        |     |
| LB           | 26 | Andrew Robertson        |        |     |
| CM           | 14 | Jordan Henderson        |        | 79' |
| CM           | 3  | Fabinho                 |        |     |
| CM           | 8  | Naby Keïta              |        | 80' |
| RF           | 11 | Mohamed Szaláh          |        |     |
| CF           | 10 | Sadio Mané              |        | 80' |
| LF           | 23 | Luis Díaz               |        | 97' |
| Cserék:      |    |                         |        |     |
| GK           | 1  | Alisson                 |        |     |
| DF           | 5  | Ibrahima Konaté         |        | 91' |
| DF           | 21 | Konsztandínosz Cimíkasz |        |     |
| MF           | 7  | James Milner            |        | 80' |
| MF           | 15 | Alex Oxlade-Chamberlain |        |     |
| MF           | 67 | Harvey Elliott          |        | 79' |
| FW           | 18 | Minamino Takumi         |        |     |
| FW           | 20 | Diogo Jota              |        | 80' |
| FW           | 27 | Divock Origi            |        | 97' |
| Menedzser:   |    |                         |        |     |
| Jürgen Klopp |    |                         |        |     |

| A mérkőzés legjobbja: Virgil van Dijk (Liverpool) Asszisztensek: Dan Cook (Manchester) Daniel Robathan (Norfolk) Negyedik játékvezető: Andrew Madley (Huddersfield) Tartalék játékvezető asszisztens: Tim Wood (Gloucestershire) Videó bíró: Darren England (Doncaster) Videó bíró asszisztens: Simon Bennett (Staffordshire) | Szabályok - 90 perc rendes játékidő - 30 perc hosszabbítás döntetlen esetén - Tizenegyesek, ha a hosszabbítás végén is döntetlen az állás - Kilenc cserejátékos nevezhető - Maximum hat bevethető, öt rendes játékidőben és egy pedig a hosszabbításban |